# Kahe Magharibi
Kahe Magharibi (auch nur Kahe genannt) ist ein Verwaltungsbezirk (Ward) des Distrikts Moshi in der tansanischen Region Kilimandscharo.

## Geografie
Kahe Magharibi liegt im Nordosten von Tansania etwa 20 Kilometer Luftlinie südsüdöstlich der Regionshauptstadt Moshi. Das Gebiet ist flach in rund 700 Meter Seehöhe. Die Grenze im Südosten bildet der Fluss Ruvu, der im Süden zum Nyumba ya Mungu Reservoir gestaut wird. Der Grenzverlauf im Nordwesten folgt 8 Kilometer lang der Usambarabahn.
Das Klima ist ein lokales Steppenklima, BSh nach der effektiven Klimaklassifikation. Im Jahr regnet es durchschnittlich 510 Millimeter. Die geringsten Niederschläge fallen mit 13 Millimeter im Juli, am feuchtesten ist es im April mit 112 Millimetern. Die Durchschnittstemperatur schwankt zwischen 20,6 Grad Celsius im Juli und 26,5 Grad im Februar.
Der Bezirk grenzt im Norden an Old Moshi Magharibi und Kirua Vunjo Kusini, im Osten an Kahe Mashariki, im Südosten an Lang'ata im Distrikt Mwanga, im Südwesten an Arusha Chini und im Nordwesten an Mabogini. Bei der Volkszählung 2022 lebten 24.466 Menschen in 6568 Haushalten auf einer Fläche von 167 Quadratkilometern.

## Gliederung
Der Bezirk besteht aus acht Gemeinden (Mtaa) mit 41 Orten (Kitongoji):
| Ngasinyi - Maselela - Upuruni - Malilo - Ngasinyi - Mwaru - Mbeu - Kiseghenyi | Ngasinyi B - Madukani - Lengesai - Lowiri - Longoni - King’ori - Dehu | Mwangaria - Usangi - Kiyaya - Kimala - Olubwa - Kimala Relini | Kisangesangeni - Kisangenisangeni A - Kisangenisangeni B - Mahuru | Oria - Mwisho Wa Shamba - Reli A - Stesheni - Reli B - Mkonga - Madukani - Kizungo - Makongeni - Kwaginja | Rau River - Mwisho Wa Shamba - Lembeni - Mkonga - Rau-Msufini - Rau Kati | Mawala - Wawala Kati - Masaini - Samachi | Miwaleni - Madukani - Mkongo Juu - Mkonga Chini |

## Wirtschaft und Infrastruktur
- Bildung: Im Bezirk befinden sich zwei staatliche weiterführende Schulen.[9] Die Mangoto Secondary School[10] und die Oria Secondary School[11] sind Tagesschulen für Mädchen und Burschen mit einer Ausbildung bis zur 4. Stufe.
- Gesundheit: In Kahe Magharibi gibt es ein öffentliches Gesundheitszentrum[12] und vier Apotheken. Eine davon ist staatlich[13] und drei sind privat.[14][15][16]
- Eisenbahn: Die Usambarabahn, die Moshi mit Tanga verbindet, hat einen Bahnhof in Kahe. Hier gibt es eine Abzweigung nach Kenia, dieser Verkehr wurde jedoch 1994 eingestellt.[17]